# スミス郡 (カンザス州)
スミス郡 （英: Smith County）は、アメリカ合衆国カンザス州の北部に位置する郡である。2010年国勢調査での人口は3,853人であり、2000年の4,536人から15.1%減少した。郡庁所在地はスミスセンター市（人口1,665人）であり、同郡で人口最大の都市でもある。郡名は南北戦争中の1864年10月21日、ウェストポートの戦いで戦死した北軍コロラド第2騎兵連隊の少佐J・ネルソン・スミスに因んで名付けられた。アメリカ合衆国大陸48州の地理重心が郡内レバノン市にある。

## 歴史
1871年、民謡「峠の我が家」がブリュースター・M・ヒグリー博士によって、郡内アソル市の北8マイル (13 km) にあった小屋で作詞された。ヒグリーの友人のダニエル・E・ケリーがそれに曲を付けた。1947年6月30日にこの曲は公式にカンザス州歌に定められた。
1862年にエイブラハム・リンカーン大統領によってホームステッド法が法制化された。スミス郡の最初の土地解放は1871年であり、1875年までに人口は3,800人に、1889年までに15,000人と成長した。トウモロコシが当初の主力作物であったが、旱魃とイナゴの被害によって大きな打撃を受けた。耐寒性のある冬コムギがロシア人開拓者によって紹介されたのち、スミス郡の主要作物になった。1900年以降先進的な農業手法が導入されて人手が要らなくなったことが影響して人口は緩り減少していった。

## 法と政府
1986年にカンザス州憲法が修正されたが、スミス郡は1992年までアルコールを禁じる、すなわち「ドライ」の郡のままだった。この年、住民は投票で個人が嗜むアルコール飲料の販売を承認した。ただし、食料販売量の30%までという制限が付いた。

## 地理
アメリカ合衆国国勢調査局に拠れば、郡域全面積は896.53平方マイル (2,322.0 km2)であり、このうち陸地は895.43平方マイル (2,319.2 km2)、水域は1.10平方マイル (2.8 km2)で水域率は0.12%である。

### 地理的特徴
アメリカ合衆国大陸48州の地理重心が郡内レバノン市の近くにある。北アメリカ大陸の地理重心は隣接するオズボーン郡内にある。
ソロモン川が郡内南部を流れ、農業灌漑用の水と平たい流域を提供している。

### 主要高規格道路
- アメリカ国道36号線、東西方向
- アメリカ国道281号線、南北方向、スミスセンターで国道36号線と交差
- カンザス州道8号線
- カンザス州道9号線
- カンザス州道180号線

### 隣接する郡
- ウェブスター郡 (ネブラスカ州) - 北東
- ジュエル郡 - 東
- オズボーン郡 - 南
- ルークス郡 - 南西
- フィリップス郡 - 西
- フランクリン郡 (ネブラスカ州) - 北西

## 人口動態

人口ピラミッド

以下は2000年の国勢調査による人口統計データである。
| 基礎データ - 人口: 4,536人 - 世帯数: 1,953 世帯 - 家族数: 1,322 家族 - 人口密度: 2人/km2（5人/mi2） - 住居数: 2,326軒 - 住居密度: 1軒/km2（3軒/mi2） 人種別人口構成 - 白人: 98.79% - アフリカン・アメリカン: 0.11% - ネイティブ・アメリカン: 0.24% - アジア人: 0.04% - 太平洋諸島系: 0.11% - その他の人種: 0.22% - 混血: 0.49% - ヒスパニック・ラテン系: 0.73% 年齢別人口構成 - 18歳未満: 21.7% - 18-24歳: 4.7% - 25-44歳: 22.1% - 45-64歳: 23.6% - 65歳以上: 27.9% - 年齢の中央値: 46歳 - 性比（女性100人あたり男性の人口） - 総人口: 92.7 - 18歳以上: 90.4 | 世帯と家族（対世帯数） - 18歳未満の子供がいる: 25.6% - 結婚・同居している夫婦: 60.6% - 未婚・離婚・死別女性が世帯主: 4.7% - 非家族世帯: 32.3% - 単身世帯: 30.2% - 65歳以上の老人1人暮らし: 18.6% - 平均構成人数 - 世帯: 2.27人 - 家族: 2.78人 収入と家計 - 収入の中央値 - 世帯: 28,436米ドル - 家族: 36,951米ドル - 性別 - 男性: 25,089米ドル - 女性: 18,608米ドル - 人口1人あたり収入: 14,983米ドル - 貧困線以下 - 対人口: 10.7% - 対家族数: 8.8% - 18歳未満: 12.8% - 65歳以上: 9.5% |

## 都市と町

### 法人化された都市
都市名の後の数字は2010年国勢調査での人口を示す。
- スミスセンター, 1,665 - 郡庁所在地
- ケンジントン, 473
- レバノン, 218
- ゲイロード, 114
- アソル, 44
- シーダー, 14

### 郡区
スミス郡は25の郡区に分けられている。郡内の都市はどれも「政治的に独立」とは見なされず、郡区の数字の全ては都市の数字を含んでいる。下表で「人口中心」は最大都市であり、特に大きな数字でなければ、郡区の人口に含まれるものである。

## 教育

### 統一教育学区
- サンダーリッジ USD 110
- スミスセンター USD 237